# فيرينا زايلر
فيرينا سايلر (بالألمانية: Verena Sailer) هي عداءة مسافات قصيرة ألمانية ولدت في يوم 16 أكتوبر 1985 في بلدة إلرتيسن، أبرز إنجازاتها هو فوزها بالميدالية البرونزية في سباق 4*100 متر. فازت أيضاً بالميدالية الذهبية في سباق 100 متر في بطولة أوروبا لألعاب القوى 2010، كما فازت بالميدالية الذهبية في سباق 4*100 متر.